# حمله شیمیایی به حلبچه

عمر خاور و یک کودک، از قربانیان بمباران شیمیایی حلبچه (عکس از احمد ناطقی)

بمباران شیمیایی حلبچه (به کردی: کیمیابارانی ھەڵەبجە) یا کشتار حلبچه، یک حمله شیمیایی توسط نیروهای تحت امر صدام در شهر حلبچهٔ کردستان عراق بود که در ۲۵ اسفند ۱۳۶۶ و طی روزهای پایانی جنگ ایران و عراق اتفاق افتاد. این بمباران بخشی از عملیات گسترده‌ای به‌نام عملیات انفال بود که بر ضد ساکنان مناطق کردنشین عراق انجام گرفت. توقف پیشروی نیروهای ایرانی و پیشمرگه‌ها در جریان عملیات ظفر ۷ از دیگر اهداف این عملیات بود. در پی عملیات والفجر ۱۰ و تصرف بخش‌هایی از کردستان عراق به‌دست نیروهای ایران در اواخر سال
۱۳۶۶ که منجر به استقبال مردم این مناطق از نیروهای ایرانی شد، صدام حسین به پسرعمو و معاون خود، علی حسن المجید معروف به علی شیمیایی، دستور بمباران شیمیایی این مناطق را داد. در پی این حمله حدود پنج هزار تن از مردم حلبچه که عموماً غیرنظامی بودند کشته شدند. بر اساس بررسی‌های سازمان ملل متحد، در این حمله، از گاز خردل ، گاز VX و چند ماده شیمیایی عامل اعصاب نامعلوم، استفاده شده‌است. این حمله از سوی محکمه عالی کیفری عراق به‌صورت رسمی به‌عنوان نسل‌کشی مردم کرد عراق شناخته شد. فرمانده این عملیات، علی حسن المجید، توسط محکمهٔ عراق، به‌دلیل صدور فرمان انجام عملیات، گناهکار شناخته و در سال ۲۰۱۰ اعدام شد. حمله شیمیایی به حلبچه، همچنان به‌عنوان بزرگ‌ترین حملهٔ شیمیایی مستقیم به یک منطقهٔ شهرنشین در تاریخ باقی‌مانده‌است.

## شرح حمله
پیش از حملات شیمیایی، شهر به‌مدت دو روز با بمب‌های متعارف و ناپالم بمباران شد. ظاهراً علی حسن المجید می‌خواست شیشهٔ ساختمان‌های شهر شکسته شود، تا امکان مقاومت در مقابل گازهای سمی به حداقل برسد. این حمله ۴۸ ساعت پس از تصرف حلبچه توسط نیروهای ایران، انجام شد. در این عملیات از هواپیماهای میگ، میراژ و بالگرد استفاده شد و به گفتهٔ مقامات پیشمرگه و شاهدان عینی، در طول این عملیات ۵ساعته، مناطق مسکونی شهر، بارها و طی چندین مرحله، بمباران شده‌اند. دود حاصل از این حملات، در ابتدا سیاه، سفید و سپس زرد و با ارتفاعی تا ۵۰ متر، توصیف شده‌است.
نیروی هوایی عراق در این حمله، از انواع مواد شیمیایی علیه حلبچه از جمله گازهای اعصاب مانند وی ایکس، سارین و تابون، و گاز خردل، استفاده کرد. افراد حاضر در منطقه اظهار داشته‌اند که در ابتدا بویی شبیه بوی سیب تازه احساس کرده‌اند و قربانیان حملات به‌شکل‌های متفاوتی آسیب دیده یا جان باخته‌اند. برخی از قربانیان، به‌سرعت جان باخته و برخی نیز پس از گذشت چند دقیقه درگذشته‌اند. عوارضی همچون خندهٔ ممتد، تاول، سوختگی، تنگی نفس، سرفه، کوری و استفراغ سبزرنگ در قربانیان، مشاهده شده که این موضوع، احتمال استفادهٔ همزمان از چندین عامل شیمیایی را تقویت می‌نماید. آسیب‌دیدگان و مجروحان، عمدتاً برای درمان به تهران فرستاده شدند و بر اساس نشانه‌ها، عموم آن‌ها در معرض گاز خردل قرار گرفته بودند.
یک مقام بلندپایهٔ عراقی در فروردین‌ماه سال ۱۳۶۷ در دیدار خود با خاویر پرز دکوئیار، دبیرکل سازمان ملل، به صورت رسمی اعتراف به استفادهٔ عراق از سلاح شیمیایی نموده‌است.

## قربانیان
این حمله نزدیک به ۳٬۲۰۰ تا ۵٬۰۰۰ نفر را کشت و نزدیک به ۷٬۰۰۰ تا ۱۰٬۰۰۰ نفر را زخمی کرد که اکثراً از غیرنظامیان بودند؛ صدها تَن دیگر بر اثر عواقب، بیماری‌ها و نقص جسم در هنگام تولد در سال‌ها پس از حمله کشته شدند. پیش از حملهٔ شیمیایی حلبچه، دست‌کم ۲۱ حملهٔ شیمیایی دیگر توسط حکومت بعث عراق، علیه کردها انجام گرفته بود که هیچ‌یک از آن‌ها با واکنشی جدی از سوی جامعهٔ جهانی مواجه نشده بود.

## در آثار هنری
- در سال ۲۰۰۸، کیهان کلهر و بروکلین رایدر، آلبوم موسیقی خود به‌نام شهر خاموش را منتشر کردند.[۲۴] قطعهٔ نخست آلبوم که نام آلبوم نیز از آن گرفته به یاد قربانیان شهر حلبچه اجرا شده و نام آن نیز اشاره به همین رخداد دارد. کلهر دلیل این امر را عدم توجه کافی در زمان رخداد این فاجعه عنوان کرده‌است. این قطعه توسط سیامک آقایی و کالین جیکوبسن آهنگ‌سازی شده‌است.[۲۵]
- فیلم جیان (Jiyan)، در سال ۲۰۰۲، در رابطه با کشتار حلبچه منتشر شد. جانو روژبیانی نویسنده و کارگردان این فیلم است.[۲۶]
- فیلم سینمایی درخت گردو به کار گردانی محمد حسین مهدویان در این رابطه ساخته شد.